# Шаргородская городская община
Шаргородская городская община (укр. Шаргородська міська громада) — территориальная община на Украине, в Жмеринском районе Винницкой области. Административный центр — город Шаргород.
Площадь общины — 481,24 км², население — 24 583 жителя (2020).

## Населенные пункты
В состав общины входят 32 населенных пункта. Среди них 1 город (Шаргород), являющийся административным центром, 4 поселка и 27 сел.

### Поселки
- Лесничевка
- Лукашовка
- Мышевское
- Олихи

### Села
- Андреевка
- Боровское
- Будное
- Гибаловка
- Греловка
- Деревянки
- Дубинки
- Ивашковцы
- Калиновка
- Козловка
- Конатковцы
- Копыстырин
- Крапивня
- Лозовая
- Малевничье
- Носиковка
- Пасынки
- Перепильчинцы
- Писаревка
- Плебановка
- Политанки
- Поляна
- Роля
- Руданское
- Слобода-Шаргородская
- Сурогатка
- Теклевка